# La huida a Egipto (El Greco)
La huida a Egipto es una tabla perteneciente a la etapa veneciana del Greco, actualmente en el Museo del Prado, en Madrid. Es una obra primeriza del pintor, cuya atribución al mismo es unánimemente aceptada. Se trata de la única obra conocida del Greco sobre este tema, llegada hasta nuestros días.

## Tema de la obra
La huida a Egipto solamente se narra en el evangelio de Mateo [Mt 2, 13-15]. Su iconografía se enriqueció durante la Edad Media con elementos de otras tradiciones. Este episodio suele formar parte de las representaciones secuenciales de la vida de Cristo y de la Virgen María. Como tema independiente —de manera simple o enriquecida con elementos secundarios— apareció primero en algunos iconos bizantinos y después en la pintura de la Europa Occidental.

## Análisis de la obra
- Pintura al óleo sobre tabla (madera de pino);
- Dimensiones: 15,9 x 21,6 cm;[4]
- En la parte posterior de la tabla, y rematado por una corona, se halla el monograma DGH, propio de Gaspar Méndez de Haro. Esa inscripción también aparece en la Adoración del nombre de Jesús (National Gallery, Londres) y en El Expolio (Upton House), que también habían pertenecido a este personaje;.[5]
- Según Mayer, esta tabla fue realizada entre 1572-1575, durante su segunda estancia en Venecia, antes de su marcha a España. Para Soria, sería la primera obra de aquel período, hipótesis aceptable para Pallucchini.[6] Para María Constantoudaki-Kitromilides, una fecha verosímil sería 1569-1570, en su primera estancia en Venecia;.[7]
- Consta con el n º. 83 en el catálogo razonado de  Harold Wethey.[8]

### Descripción
El Greco necesitaba adaptarse a las técnicas de la pintura del Cinquecento veneciano, pasando gradualmente de la tradicional pintura al temple a la nueva pintura al óleo. Este pequeño óleo es una muestra de sus esfuerzos en este sentido.
Entre las obras que Gaspar Méndez de Haro trajo a España, esta tabla estaba atribuida a Jacopo Bassano. Actualmente, se puede asegurar su atribución al Greco. En efecto, esta tabla está estrechamente relacionada —estilística y técnicamente— con otras pinturas de su primera etapa, como La Piedad (etapa italiana), La expulsión de los mercaderes (Washington) o La curación del ciego (Dresde), cuyo celaje y cromatismo están íntimamente ligados a ella. La influencia de Tintoretto es evidente en la representación del paisaje, los árboles y las figuras. Los reflejos amarillos y grises pálidos, y las lejanas colinas azules —contrastando con las nubes blancas y amarillas y el azul del cielo— producen un efecto fantástico. El modelado de la figura de san José y el azul intenso del manto de la Virgen María son recursos comunes de la etapa veneciana del Greco. Son también típicos de la escuela veneciana el color rosa de la túnica de la Virgen y el amarillo del traje de José, con un forro azul tan intenso como el del manto de la Virgen, sobre un gris neutro con toques violetas.
A pesar de la naturaleza religiosa del tema, esta tabla parecería una escena de la vida campesina, si no fuera por la imponente figura de la Virgen con el Niño. La Sagrada Familia atraviesa un paraje con algo de verdor y un puente de piedra. María y el Niño Jesús viajan a lomos de un asno gris oscuro, conducido por san José. María aparece casi de frente, vuelta casi de tres cuartos hacia la derecha del espectador, ligeramente inclinada hacia el Niño, tendido sobre su regazo, desnudo, con las piernas cruzadas y su cabeza vuelta hacia san José.
San José, de espaldas al espectador, está representado como un hombre mayor, casi calvo, pero todavía robusto. José adelanta su pierna derecha, mientras la izquierda apenas toca el suelo con la punta del pie. Apoya su brazo izquierdo en un cayado, mientras que con el derecho extendido tira del asno con una cuerda tensa, intentando traerlo a la dirección deseada. La rebeldía del asno confiere un toque casi cómico a esta obra.

### Composición
El Greco únicamente representa a los personajes del evangelio, adornados con varios detalles anecdóticos. La mayoría de artistas prefirieron mostrar la Sagrada Familia transitando más o menos en fila, de izquierda a derecha. Una disposición menos frecuente es el grupo caminando también en fila, pero de derecha a izquierda. Pocos artistas dispusieron el grupo en diagonal, desde arriba a la derecha dirigiéndose hacia abajo a la izquierda, o bien desde arriba a la izquierda hacia abajo a la derecha.
El Greco creó una composición novedosa. Las figuras no marchan en fila, sino que forman una leve diagonal desde la parte inferior izquierda hasta más arriba a la derecha. Parece que el grupo marchaba de izquierda a derecha, habiendo atravesado a la derecha del puente. José, habiendo regresado a la parte izquierda, intenta que el asno haga lo mismo. Todo ello introduce una gran sensación de movimiento y cambio de dirección, muy acorde con el manierismo.
La composición tiene un equilibrio asimétrico, con un mayor peso en la derecha de la obra. La falta de simetría central en la escena —separando las figuras a ambos laterales del cuadro— hace que el centro permanezca casi vacío, con un sencillo paisaje y dos pequeños árboles contra un cielo nuboso. Esta disposición es una rareza en las pinturas del Greco.

## Procedencia
- Gaspar Méndez de Haro;
- ¿Colección de la Casa de Alba? José Manuel Pita Andrade, conservador de esta colección, investigó sus archivos a instancias de Harold E. Wethey, pero no pudo hallar esta pintura en los inventarios de Gaspar Méndez de Haro.[5]

- Antonio Gorostiza; Bilbao (1904, ca. 1926);
- ¿Colección Thomas Andrews; Londres.?
- Sra. Marie Sterner; Nueva York (1929);
- Thomas Agnew; Londres;
- Barón von Hirsch; Basilea;
- Vendido en Sotheby's Parke Bernet, Londres, el 21 de junio de 1978 (lote n º.115)
- Comprada por el Estado español en Christie's, Londres, 13 de diciembre de 2000;
- Adscrita al Museo del Prado en 2001.[16]